# Aston Martin DBS V12
Aston Martin DBS V12 — автомобіль класу гран-турізмо створений в 2007 році спеціалістами фірми Aston Martin в кузові купе. Була офіційно представлена 17 серпня 2007 на виставці Pebble Beach Concours d'Elegance. Продажі почались в 1-му кварталі 2008. Являв собою модифікацію моделі Aston Martin DB9, на якій власне й побудований.
В 2012 році Aston Martin DBS V12 був замінений новою моделлю Aston Martin Vanquish.

## DBS Volante

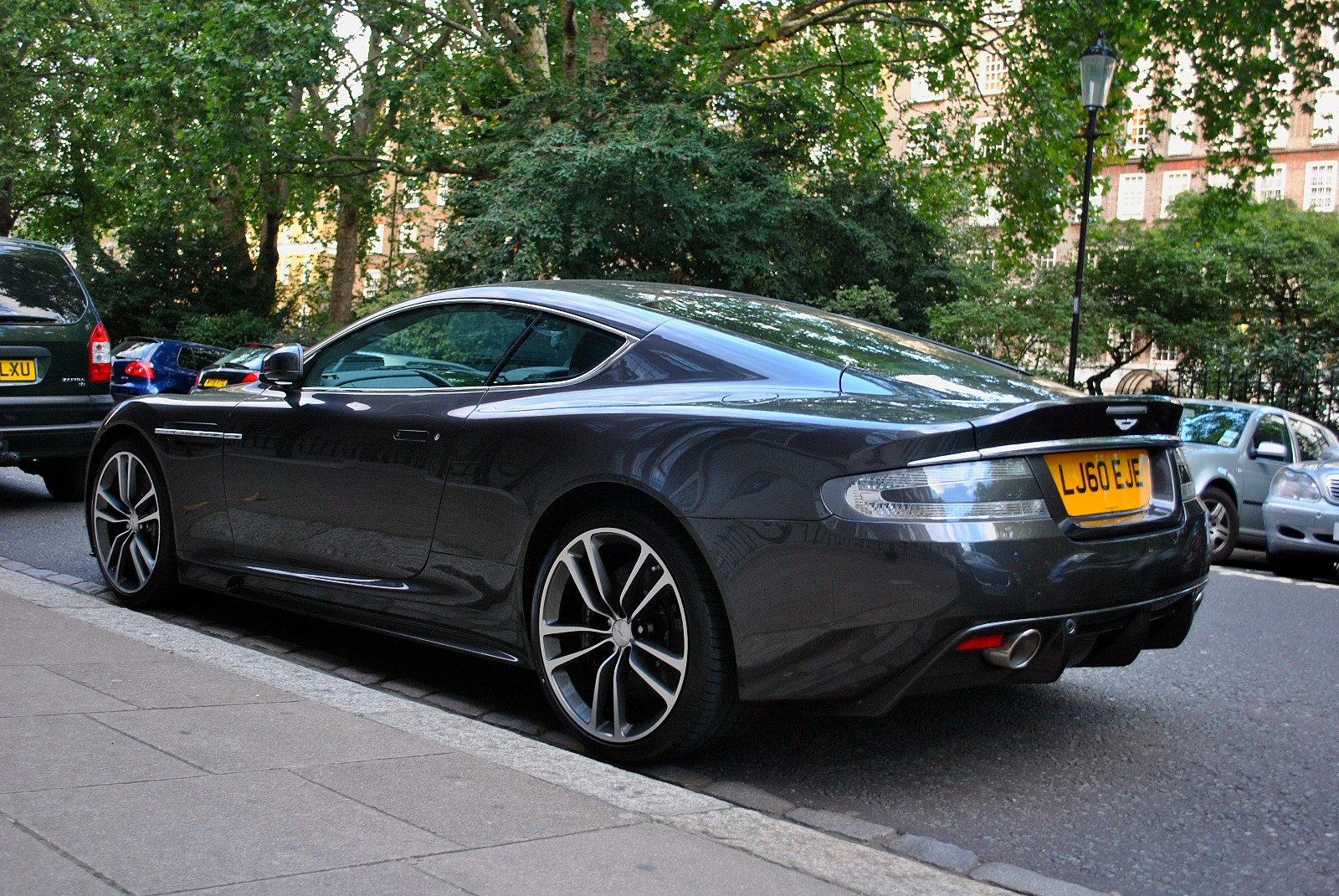

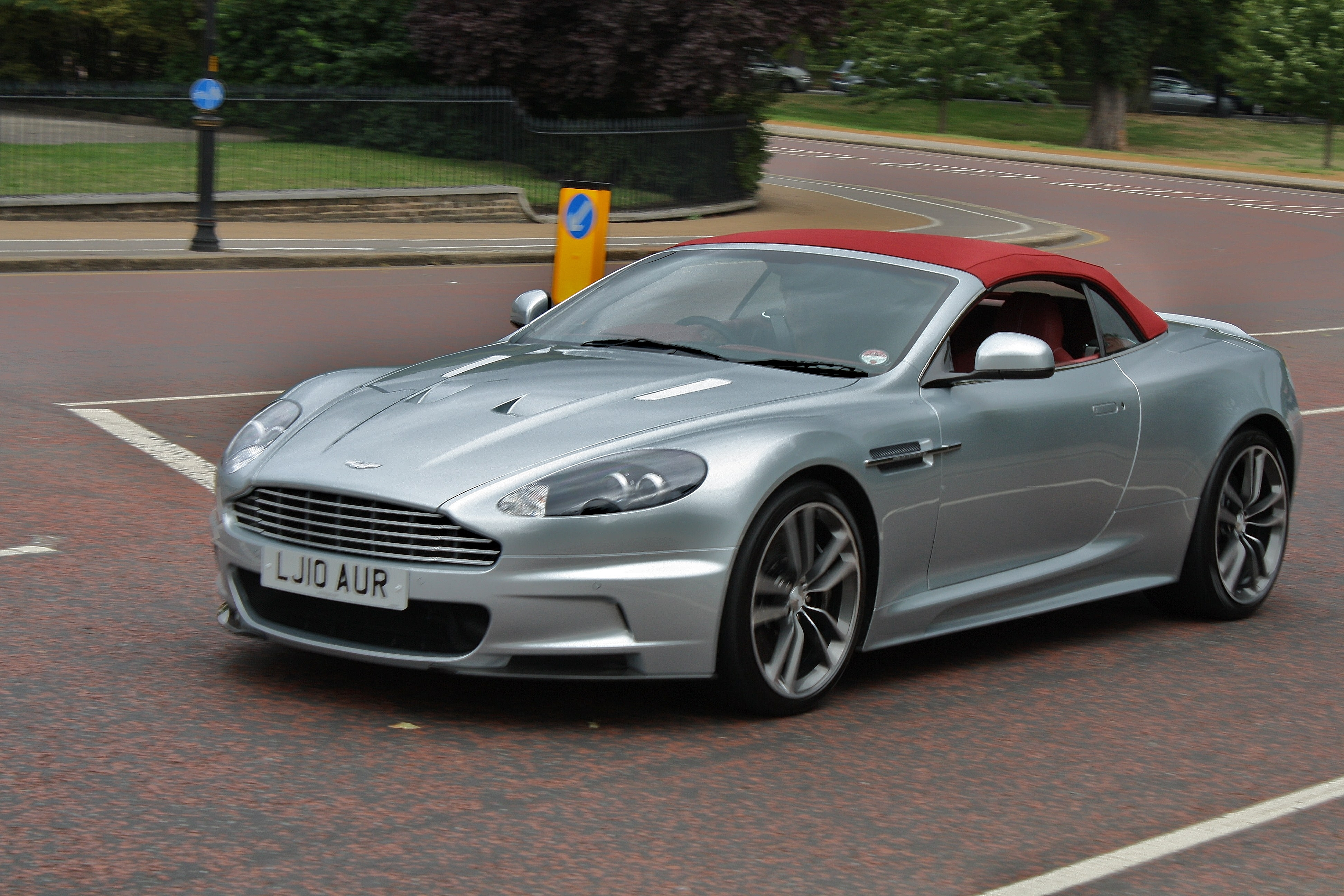
Aston Martin DBS Volante

На Женевському автосалоні в березні 2009 року представлена версія кабріолет Aston Martin DBS Volante. DBS Volante — кабріолет, з автоматичним підйомом даху, який розкривається за 14 секунд після натиску кнопки на центральній панелі. Дах можна відкрити/закрити на ходу, під час руху на швидкості до 48 км/год. (30 миль/год.). З нововведень — новий дизайн коліс, який змінився також і на купе, а також конфігурація сидінь 2+2, доступна для обох моделей. Інші особливості включають: задньопривідну 6-ступеневу ручну чи опційну автоматичну коробку передач 'Touchtronic', розважальную систему Bang & Olufsen BeoSound DBS з 13-ма динаміками. Була представлена 3 березня 2009 на Женевському автосалоні, і на виставці Concours d'Elegance. Продажі почались в 3-му кварталі 2009 року.

### Двигуни
- 5.9 л AM11 V12 517 к.с.

## 2013 Aston Martin DBS Coupe Zagato Centennial
На 100-річному ювілею фірми в Кенсінгтон-парку Zagato представила унікальний автомобіль на базі Aston Martin DBS.  Він був замовлений японським підприємцем і пофарбований у синій колір. Авто було представлено разом з Aston Martin DB9 Spyder Zagato Centennial.

## В кіно
Найяскравішим прикладом використання цього автомобіля в кіно є фільм про Джеймса Бонда «Казино Рояль», на якому він приїжджає в казино, а пізніше женеться за викрадачами Веспер Лінд. В ході погоні він розбиває машину, так як побачив зв'язану Веспер на дорозі і ледве ухилився від того, щоб її не переїхати на високій швидкості. Під час зйомок цієї сцени був використаний Aston Martin DB9, який спеціально модифікували для надання вигляду DBS Бонда, і підсилили для витримки удару.
Був також використаним в наступній серії Бондіани «Квант милосердя», на початку якого він тікає від погоні, в ході якої його Астон Мартін втрачає ліві двері.

Aston Martin DBS з фільмів «Казино Рояль» та «Квант милосердя»
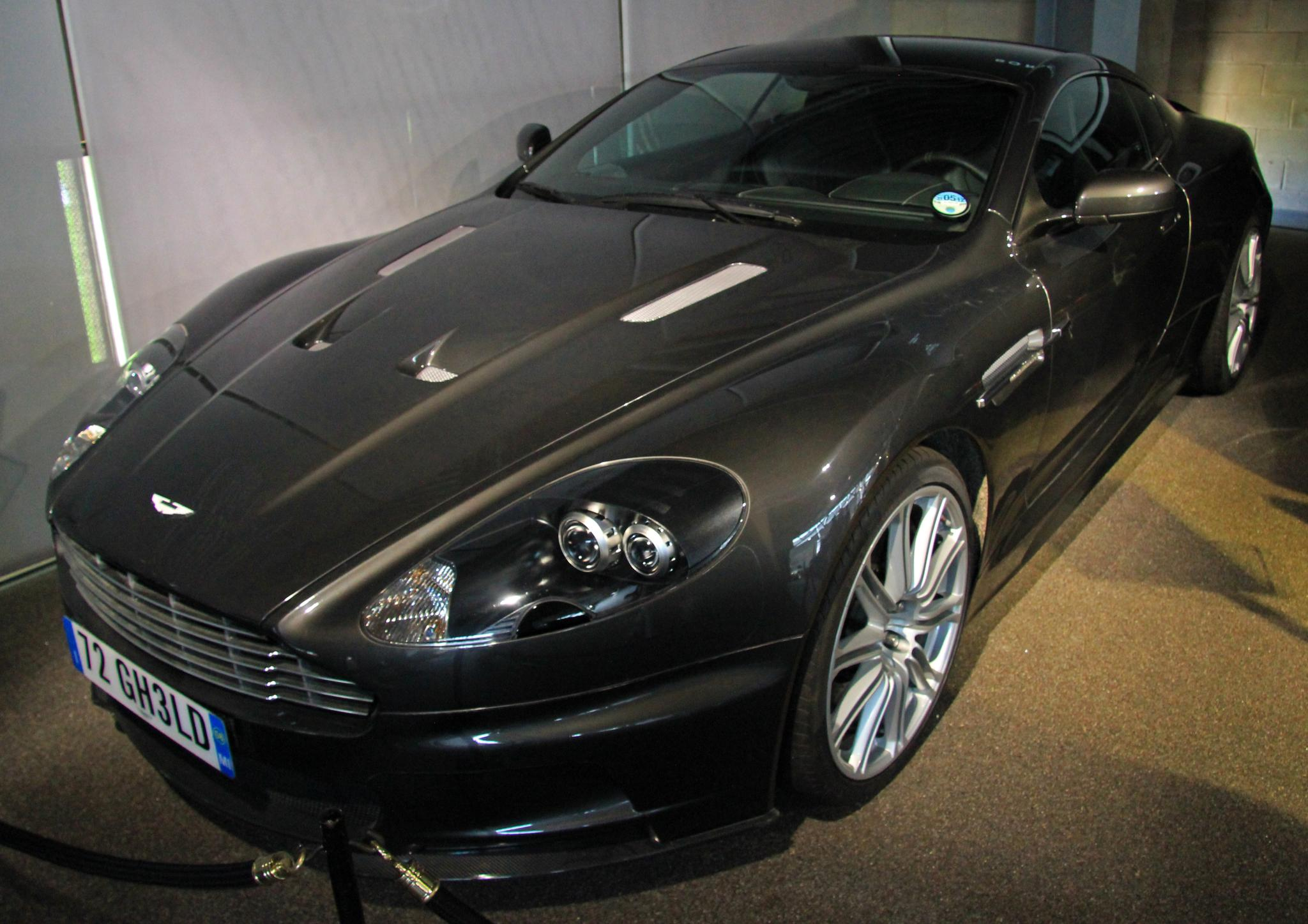
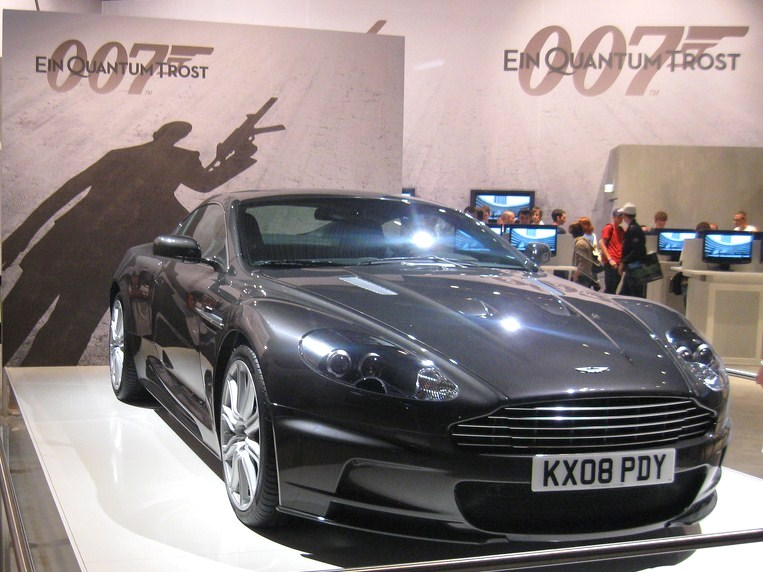